# Лауро Кавазос
Лауро Фред Кавазос-молодший (англ. Lauro Fred Cavazos Jr.; 4 січня 1927, Кінг-Ранч, Техас — 15 березня 2022) — американський педагог і політик. Міністр освіти США (1988—1990).

## Біографія
Народився у сім'ї бригадира вітрин. У Технологічному університеті Техасу він отримав ступінь бакалавра і магістра з зоології і ступінь доктора наук в області фізіології в Університеті штату Айова. Після короткого перебування на факультетах Університету Тафтса і Медичного коледжу Вірджинії, Кавазос стає деканом медичного факультету Університету Тафтса. З 1980 по 1988 він працює президентом Технологічного університету Техасу. З 1988 по 1990 Кавазос обіймав посаду міністра освіти США у кабінетах Рональда Рейгана і Джорджа Буша-старшого. Був змушений піти у відставку на тлі розслідування неправомірного використання авіації для часто літаючих пасажирів. Після відставки він повернувся на медичний факультет Університету Тафтса, де у даний час викладає суспільну охорону здоров'я та сімейну медицину.
Є першим серед латиноамериканців в Уряді США.

## Особисте життя
Одружений з Пеггі Енн Кавазос (до шлюбу Мердок). У них десятеро дітей. Кавазос є братом генерала армії США Річарда Едварда Кавазоса і нащадком героїні Техаської революції Франсіти Алавес.
Проживав у Бостоні (штат Массачусетс).